# Cassida eximia
Cassida eximia là một loài bọ cánh cứng trong họ Chrysomelidae. Loài này được Borowiec & Ghate miêu tả khoa học năm 2004.